# Aloe margaritifera
Aloe margaritifera é uma espécie de liliopsida do gênero Aloe, pertencente à família Asphodelaceae.